# Kyūjō-hændelsen
Kyūjō-hændelsen (宮城事件 Kyūjō Jiken) var et forsøg på et militærkup i Japan i slutningen af 2. verdenskrig. Det fandt sted om natten mellem den 14. og 15. august 1945, lige inden bekendtgørelsen af Japans kapitulation overfor de allierede. Kupforsøget blev gennemført af krigsministeriets stabskontor og mange fra den kejserlige garde med henblik på at forhindre kapitulationen.
Under forsøget på at forhindre beslutningen om kapitulation dræbte officererne generalløjtnant Takeshi Mori fra den 1. gardedivision og forsøgte at forfalske en ordre om besættelse af det kejserlige palads i Tokyo. De forsøgte at sætte kejseren i husarrest ved hjælp af 2. gardeinfanteribrigade, men det lykkedes dem ikke at overtale den østlige distriktsarmé og hærens overkommando om at støtte aktionen. Da det ikke lykkedes at overbevise resten af hæren om at afsætte kejseren endte kupmagerne med at begå selvmord (seppuku). Dermed blev kapitulationen ført ud i livet som planlagt.

## Baggrund

### Beslutningen om at acceptere Potsdam-deklarationen
Den 9. august 1945 reagerede den japanske regering på atombomberne over Hiroshima og Nagasaki, den sovjetiske krigserklæring, samt tabet af landets imperium i Stillehavet og det asiatiske kontinent ved at beslutte sig for at acceptere de allieredes krav i Potsdam-deklarationen. Samme dag samledes den øverste japanske krigsledelse ved det kejserlige hof. Her anbefalede premierminister Kantarō Suzuki, marineminister Mitsumasa Yonai og udenrigsminister Shigenori Tōgō at det skulle foreslås kejser Hirohito, at Japan skulle acceptere Potsdam-deklarationen og overgive sig betingelsesløst.
Efter afslutningen af mødet i beskyttelsesrummet samlede premierministeren igen den øverste krigsledelse til et møde hvor også kejseren deltog. Ved midnat den 10. august indledtes mødet i en underjordisk bunker. Kejser Hirohito tilsluttede sig udenrigsministerens synspunkter, hvilket førte til accept af Potsdam-deklarationen. Efterfølgende videregav de japanske udsendinge i Schweiz og Sverige beslutningen til de allierede.

### Agitation i hæren
Da den øverste krigsledelses beslutning blev kendt i krigsministeriet, var der mange officerer som var kraftigt imod og ville kæmpe til det sidste. Kl. 9 den 10. august på et møde i krigsministeriet kritiserede de krigsminister Korechika Anami, og ikke alle ville høre på hans forklaringer. Efter midnat den 12. august udsendte en radiostation i San Francisco (KGEI) svaret fra de allierede, og der var en antydning af, at de allierede havde besluttet at suverænen (den japanske kejser) og regeringen skulle underlægges det allierede hovedkvarter mod at de allierede skelnede mellem suverænen og det japanske regeringsapparat, en militær besættelsesform, som også blev benyttet i Tyskland. Det japanske udenrigsministerium fortolkede sætningen som begrænset selvstændighed, men den japanske hær fortolkede den mere i retning af en slavebinding. Klokken tre var deltagerne i det kejserlige familieråd grundlæggende enige om at Japan skulle kapitulere, men statsrådet, som blev holdt samtidig var ikke enig. Det øverste krigsråd kæmpede med problemet om beskyttelse af suverænen. Efter disse møder besluttede nogle hærofficerer, som ville beskytte suverænen, at der var behov for et statskup. På dette tidspunkt havde de centrale aktører blandt disse officerer allerede forberedt nogle tropper i Tokyo. (兵力使用計画：Heiryoku-shiyo-keikaku))

## Kyūjō-hændelsen
Sent om aftenen den 12. august 1945 talte major Kenji Hatanaka sammen med oberstløjtnanterne Masataka Ida, Masahiko Takeshita (Anamis svoger) og Inaba Masao samt oberst Okikatsu Arao, chefen for den militære operationssektion, med krigsminister Korechika Anami (minister for hæren og "den mest magtfulde person i Japan udover kejseren selv"), og bad ham om at gøre hvad han kunne for at forhindre at Potsdam-deklarationen blev accepteret. General Anami nægtede at sige, om han ville hjælpe de unge officerer med at begå højforræderi. Selv om de i høj grad havde brug for hans støtte besluttede Hatanaka og de andre oprørere at de ikke havde andet valg end at fortsætte planlægningen og forsøge et statskup på egen hånd. Hatanaka brugte en stor del af den 13. og morgenen den 14. august på at samle allierede og støtte fra de højere lag i ministeriet samt på at færdiggøre kupplanerne.
Kort efter konferencen om natten mellem den 13. og 14. august hvor kapitulationen blev besluttet samledes en gruppe hærofficerer, heriblandt Anami i et lokale i nærheden. Alle de tilstedeværende var bekymrede over muligheden for et statskup, der skulle forhindre kapitulationen. Nogle af de tilstedeværende kan endda have overvejet at iværksætte et. Efter en tavshed foreslog general Torashirō Kawabe at alle tilstedeværende højtstående officerer skulle underskrive en aftale om at udføre kejserens ordre om kapitulation — "Hæren vil handle i overensstemmelse med den kejserlige beslutning til det sidste." Den blev underskrevet af alle de højtstående tilstedeværende officerer, heriblandt Anami, Hajime Sugiyama, Yoshijirō Umezu, Kenji Doihara, Torashirō Kawabe, Masakazu Kawabe og Tadaichi Wakamatsu. "Denne nedskrevne aftale mellem de højestrangerende officerer i hæren, foruden Anamis bekendtgørelse virkede som et formidabelt brandbælte mod ethvert forsøg på at opildne til et statskup i Tokyo.."
Omkring kl. 21.30 den 14. august satte Hatanakas oprørere gang i deres planer. 2. regiment af 1. gardeinfanteri var trængt ind på paladsområdet og havde dermed fordoblet vagtstyrken, antagelig for at give ekstra beskyttelse mod Hatanakas oprør. Men Hatanaka overbeviste sammen med oberstløjtnant Jirō Shiizaki kommandanten over 2. regiment oberst Toyojirō Haga om at han skulle slutte sig til dem ved (i strid med sandheden) at fortælle ham, at Anami, Umezu og kommandanterne i det østlige hærdistrikt samt den kejserlige gardedivision alle gik ind for planen. Hatanaka tog også til general Shizuichi Tanaka, kommandant over den østlige region af hæren på hans kontor for at forsøge at overbevise ham om at han skulle slutte sig til kuppet. Tanaka afviste og beordrede Hatanaka til at tage hjem. Hatanaka ignorerede denne ordre.
Oprindelig havde Hatanaka håbet, at alene besættelse af paladset og starten på en opstand ville inspirere resten af hæren til at gøre oprør mod kapitulationen. Denne ide fulgte ham gennem de sidste dage og timer og gav ham en blind optimisme om udfaldet, selv om han ikke havde megen støtte blandt sine overordnede. Efter at have placeret alle brikkerne besluttede Hatanaka og hans medsammensvorne at garden skulle overtage kontrollen over paladset klokken 2 om natten. De sidste timer blev brugt på gentagne forsøg på at overbevise deres overordnede i hæren om at slutte sig til kuppet. Omkring samme tidspunkt begik general Anami seppuku. Han efterlod en besked: "Med min død undskylder jeg underdanigst overfor kejseren for den store forbrydelse." Om denne forbrydelse bestod i nederlaget i krigen eller kuppet er uklart.
På et tidspunkt efter kl. 1 omringede Matanaka og hans mænd paladset. Hatanaka, Shiizaki og kaptajn Shigetarō Uehara (fra flyvevåbnets akademi) tog til generalløjtnant Takeshi Moris kontor for at bede ham om at slutte sig til kuppet. Mori sad i et møde med sin svoger Michinori Shiraishi. Mori var kommandant for 1. gardedivision og hans samarbejde var af afgørende betydning. Da Mori afslog at støtte Hatanaka, dræbte Hatanaka ham af frygt for at Mori ville beordre garden til at stoppe oprøret. Uehara dræbte Shiraishi. Disse var de eneste to mord i nattens løb. Hatanaka benyttede herefter general Moris officielle stempel til at godkende gardedivisionens strategiske ordre nr. 584 - en række forfalskede ordrer, som hans medsammensvorne havde forfattet, som ville kraftigt forøge styrken der holdt det kejserlige slot og det kejserlige husholdningsministerium besat samt "beskytte" kejseren. 
Paladsets politistyrke blev afvæbnet og alle indgange blokeret. I løbet af natten tog oprørerne 18 personer til fange, heriblandt embedsmænd fra ministeriet og medarbejdere fra den japanske radio NHK som var sendt afsted for at optage kapitulationstalen.
Under Hatanakas ledelse brugte oprørerne de næste timer på en resultatløs eftersøgning af den kejserlige husholdningsminister Sōtarō Ishiwatari, vogteren af det kejserlige segl Kōichi Kido og optagelserne af kapitulationstalen. De to mænd gemte sig i "bankboksen" et stort rum under det kejserlige palads. Eftersøgningen blev vanskeliggjort af mørklægningen som følge af de allierede bombardementer og af den arkaiske organisation og indretning af det kejserlige husholdningsministerium. Oprørerne kunne ikke tyde mange af rummenes navne. Det lykkedes oprørerne at finde kammerherre Tokugawa. Selv om Hatanaka truede med at fjerne hans indvolde med et samuraisværd, løj Tokugawa og sagde at han ikke vidste hvor optagelserne og radiofolkene befandt sig. Under eftersøgningen afbrød rebellerne næsten alle telefonforbindelserne og afskar forbindelsen mellem fangerne i på paladsområdet og omverdenen.
Omtrent samtidig tog en gruppe af Manatakas oprørere under ledelse af kajtajn Takeo Sasaki til premierminister Suzukis kontor i Yokohama men den hensigt at dræbe ham. Da de fandt ud af at kontoret var tomt beskød de det med maskingevær og satte bygningen i brand, hvorefter de forlod stedet. Hisatsune Sakomizu havde advaret Suzuki, og han undslap minutter inden oprørerne ankom. Efter at de havde sat Suzuki's hjem i brand tog de til Kiichirō Hiranumas ejendom for at myrde ham. Hiranuma undslap gennem en sideindgang og oprørerne afbrændte også hans hus. Suzuki tilbragte resten af august under politibeskyttelse og sov hver nat et nyt sted.
Omkring 3 fik Hatanaka besked fra oberstløjtnant Masataka Ida om at den østlige distriktsarme var på vej til paladset for at stoppe ham, og at han skulle give op. Da han til sidst indså, at hans plan var ved at falde sammen, tryglede han Tatsuhiko Takashima, stabschefen for den østlige distriktsarme om i det mindste at få 10 minutters taletid på radioen for at give det japanske folk mulighed for at forstå hvad det var han prøvede på at opnå, og hvorfor. Dette blev afslået.  Oberst Haga, kommandant for 2. regiment af førte garderegiment, opdagede at hæren ikke støtte opstanden, og han beordrede Hatanaka til at forlade paladsområdet.
Lige inden kl. 5, mens oprørerne fortsatte deres eftersøgning, tog major Hatanaka til radiostationen, og forsøgte ved hjælp af en revolver at tiltvinge sig adgang til at udsende en forklaring om sine handlinger. Lidt over en time senere, efter at være blevet kontaktet telefonisk fra den østlige distriktsarme gav Hatanaka endelig op. Han samlede sine officerer og forlod radiostationen.
Ved daggry erfarede Tanaka at paladset var blevet invaderet. Han tog derhen og konfronterede de oprørske officerer og skældte dem ud for at handle i modstrid med ånden i den japanske hær. Han overbeviste dem om at de skulle vende tilbage til deres kvarterer. Klokken 8 var oprøret faldet helt fra hinanden. Paladsområdet havde været besat det meste af natten, men det var ikke lykkedes oprørerne at finde optagelserne.
Hatanaka på motorcykel og Shiizaki på hesteryg red gennem gaderne og smed løbesedler, som forklarede deres motiver og handlinger. Indenfor en time inden kejserens tale blev udsendt, omkring kl. 11 den 15. august, satte Hatanaka en pistol for panden og skød sig. Shiizaki stak sig i maven med en sabel og skød sig herefter. I Hatanakas lomme fandt man hans døds-digt: "Jeg har intet at fortryde nu da de mørke skyer er forsvundet fra kejserens regimente."

## Eksterne kilder
- Forsknings site vedrørende Kyūjō hændelsen Arkiveret 11. april 2008 hos  Wayback Machine
- The coup d'état by Masao Inaba Arkiveret 15. februar 2008 hos  Wayback Machine
- Nihon no ichiban nagai hi ("Japan's Længste Dag") - 1967 Film om hændelsen.